# Serena di Spoleto
Serena di Spoleto (III secolo – Spoleto, IV secolo) è stata una martire cristiana, venerata come santa dalla Chiesa cattolica.

## Agiografia
Abbiamo sue notizie dalla leggendaria vita di san Savino, vescovo di Spoleto.
Serena era una vedova che profuse con grande impegno l'amore per il prossimo e nutriva un'autentica venerazione per il suo vescovo. Per questo la sua memoria viene celebrata lo stesso giorno di san Savino. Subì il martirio durante la persecuzione di Diocleziano.
Viene ricordata per la sua carità eroica e per la venerazione verso il suo vescovo.
Le sue reliquie si trovano a Metz, in Francia, dove furono traslate da Spoleto nel 970, oggetto di venerazione popolare in entrambe le città. La memoria liturgica cade il 7 dicembre, ma si celebra anche il 30 gennaio, il 3 luglio e il 22 novembre. Non va confusa con la santa Serena ricordata il 16 agosto, figura storicamente non attendibile.

## Iconografia
Santa Serena può venire rappresentata con una chiesa in mano in simbolo del suo martirio.
A volte invece può essere raffigurata con una foglia di palma e una croce. La foglia di palma è un simbolo del suo martirio mentre la croce è simbolo della salvezza.